# Marian Seredyński

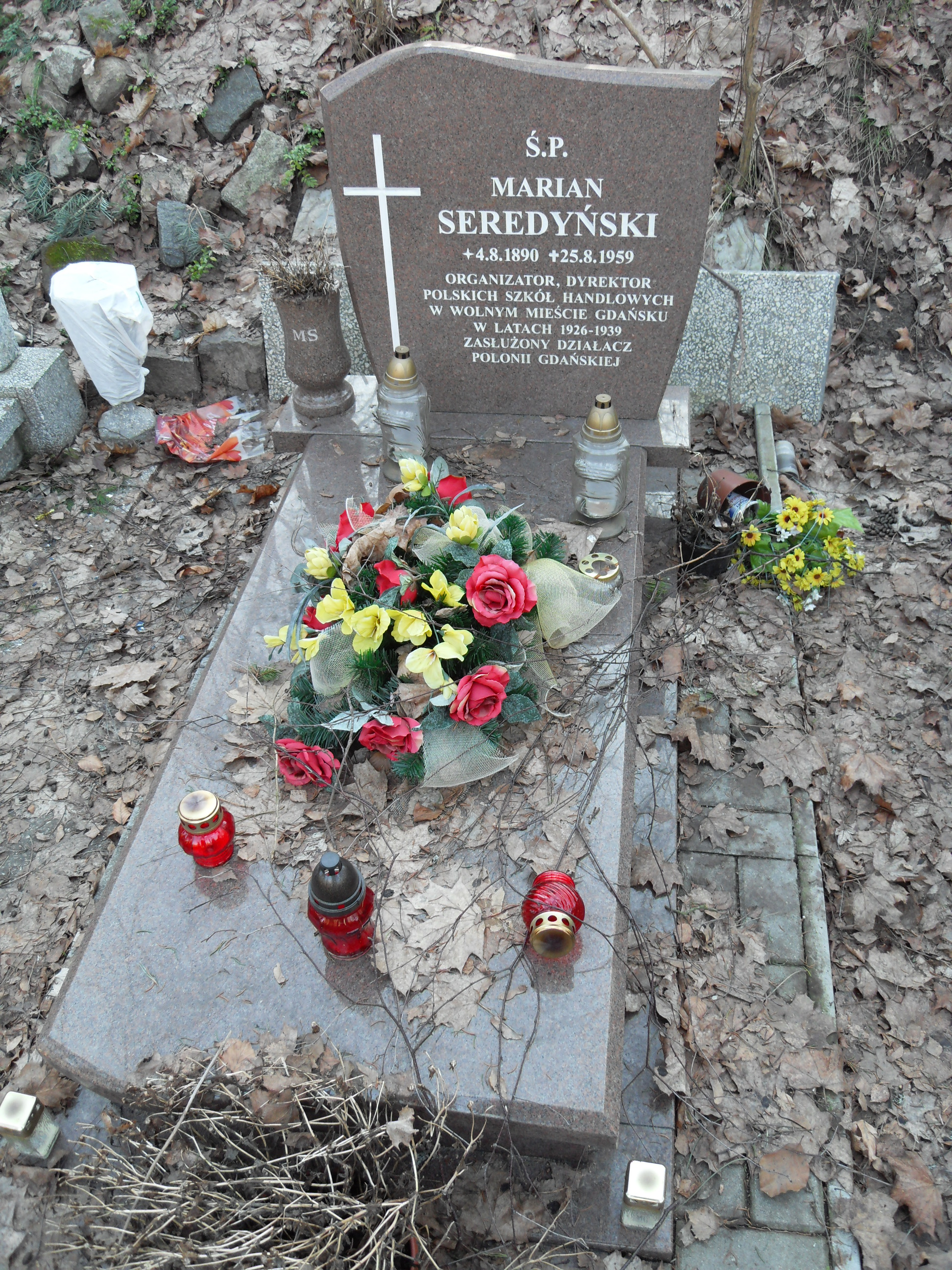
Grób Mariana Seredyńskiego na gdańskim Cmentarzu Srebrzysko

Marian Wiktor Seredyński (ur. 4 sierpnia 1890 w Siedliskach, pow. Bóbrka, zm. 25 sierpnia 1959 w Gdańsku) – pedagog, dyrektor polskich szkół handlowych.

## Życiorys
W latach 1913–1918 był nauczycielem w Krajowej Szkole Kupieckiej w Tarnowie. W 1918 uczestniczył w rozbrajaniu Austriaków na terenie Galicji. Od 1919 był przez kilka lat nauczycielem w Akademii Handlowej w Krakowie. W roku akademickim 1925/1926 był wykładowcą w Akademii Górniczo-Hutniczej.
Od 1926 był dyrektorem nowo otwartej Polskiej Szkoły Handlowej Macierzy Szkolnej w Wolnym Mieście Gdańsku. W 1929 zorganizował ponadto dwuletnią Wyższą Szkołę Handlową. 
W Związku Polaków w Wolnym Mieście Gdańsku stał na czele Głównej Rady Wychowania Obywatelskiego. Działał także w ZHP, w 1935 został jednym z dwóch zastępców przewodniczącego Zarządu Oddziału, Franciszka Kręckiego.
W czasie II wojny światowej mieszkał w Warszawie. W 1944 został aresztowany i uwięziony na Pawiaku. Po wojnie wrócił do Gdańska, pełnił m.in. funkcję dyrektora Państwowego Liceum Spółdzielczego we Wrzeszczu.
Grób Seredyńskiego znajduje się w Alei Zasłużonych na Cmentarzu Srebrzysko w Gdańsku (rejon II-AZ-1-2).
Jego nazwiskiem nazwano ulicę w Gdańsku przebiegającą obok budynku byłych Polskich Szkół Handlowych, którymi kierował przed 1939 (wcześniej ul. Skotnicka, przed 1945 Trojangasse). Jest też patronem tramwaju Pesa Swing 120NaG SWING Gdańskich Autobusów i Tramwajów o numerze bocznym 1043.